# Réaction de Molisch
La réaction de Molisch ou test Alpha-naphtol est une réaction chimique qui démontre la présence dans une solution de tous les hydrates de carbone (glucides) comme les molécules sucrantes notamment (oses et diholosides). Elle consiste à mélanger la substance à tester avec le réactif de Molish, l’α-naphtol. Si la réaction est positive, l’addition d’acide sulfurique permet d'obtenir une coloration rouge violacée,.

## Réaction
Tous les glucides — monosaccharides, disaccharides et polysaccharides — réagissent normalement par cette réaction. C'est aussi le cas des acides nucléiques et des glycoprotéines car ces composés peuvent être  hydrolysés en monosacharides par des acides minéraux forts. Les pentoses sont déshydratés en furfural, alors que les hexoses sont déshydratés en 5-hydroxyméthylfurfural. Ces aldéhydes, si présents, vont alors se condenser avec deux molécules de naphtol pour former un composé de couleur violette. Ci-dessous est présenté en exemple la réaction du glucose: